# Colin Maclaurin
Colin Maclaurin (født februar 1698, død 14. juni 1746) var en skotsk matematiker.
Han blev født i Glendaruel, Argyll, hvor hans far var sognepræst, og han begyndte på University of Glasgow i en alder af 11 år. At begynde på universitetet som 11-årig var på tidspunktet ikke usædvanligt, men at bestå universitetseksamen efter at have forsvaret sin afhandling som 14-årig var. Efter eksamensafslutningen forblev han på Glasgow for at studere teologi i en periode, og i 1717 blev han, 17 år gammel, professor i matematik på Marischal College på University of Aberdeen.
I 1725 blev han udnævnt til stedfortræder for den matematiske professor i Edinburgh, James Gregory (David Gregorys bror og den mere kendte James Gregorys nevø) efter anbefaling fra Isaac Newton. Newton var så imponeret af hans arbejde, at han tilbød at betale Maclaurins løn. Slutteligt overtog Maclaurin Gregorys stilling.
Maclaurin rækkerne for adskillige trigonometriske funktioner blev faktisk først udviklet af inderen Madhava af Sangamagrama i det 14. århundrede. Også James Gregory havde fundet frem til og publiceret dem, men Maclaurin var ikke klar over dette og publicerede dem i Methodus incrementorum directa et inversa. Uafhængigt af Euler opdagede han Euler-Maclaurin-formlen.
I 1733 giftede han sig med Anne Stewart. Han var aktiv modstander af jakobiteroprøret i 1745 og hjalp til med at forsvare Edinburgh, men måtte flygte til York, da højlænderne nærmede sig. Han vendte tilbage, da jakobiterhæren marcherede mod syd, men begivenhederne havde skadet hans helbred og medførte indirekte hans død.

## Værker i udvalg
- Geometria Organica – 1720
- De Linearum Geometricarum Proprietatibus – 1720
- Treatise on Fluxions – 1742 (763 sider i 2 bind. Den første systematiske redegørelse for Newtons metoder.)
- Treatise on Algebra – 1748 (To år efter hans død.)
- Account of Newton's Discoveries – (Ufuldstændig ved hans død og publiceret i 1748 og 1750 (kilder er uenige.))